# Brycon falcatus
Brycon falcatus és una espècie de peix de la família dels caràcids i de l'ordre dels caraciformes.
Els adults poden assolir 37 cm de llargària total i 1.000 g de pes. És una espècie omnívora. Viu en zones de clima tropical entre 18 °C - 25 °C de temperatura a Sud-amèrica, a les conques dels rius Amazones i Orinoco, i rius de la Guaiana, Surinam i la Guaiana Francesa.